# Philinopsis minor
Philinopsis minor is een slakkensoort uit de familie van de Aglajidae. De wetenschappelijke naam van de soort is voor het eerst geldig gepubliceerd in 1934 door Tchang.